# Þórður Þorláksson

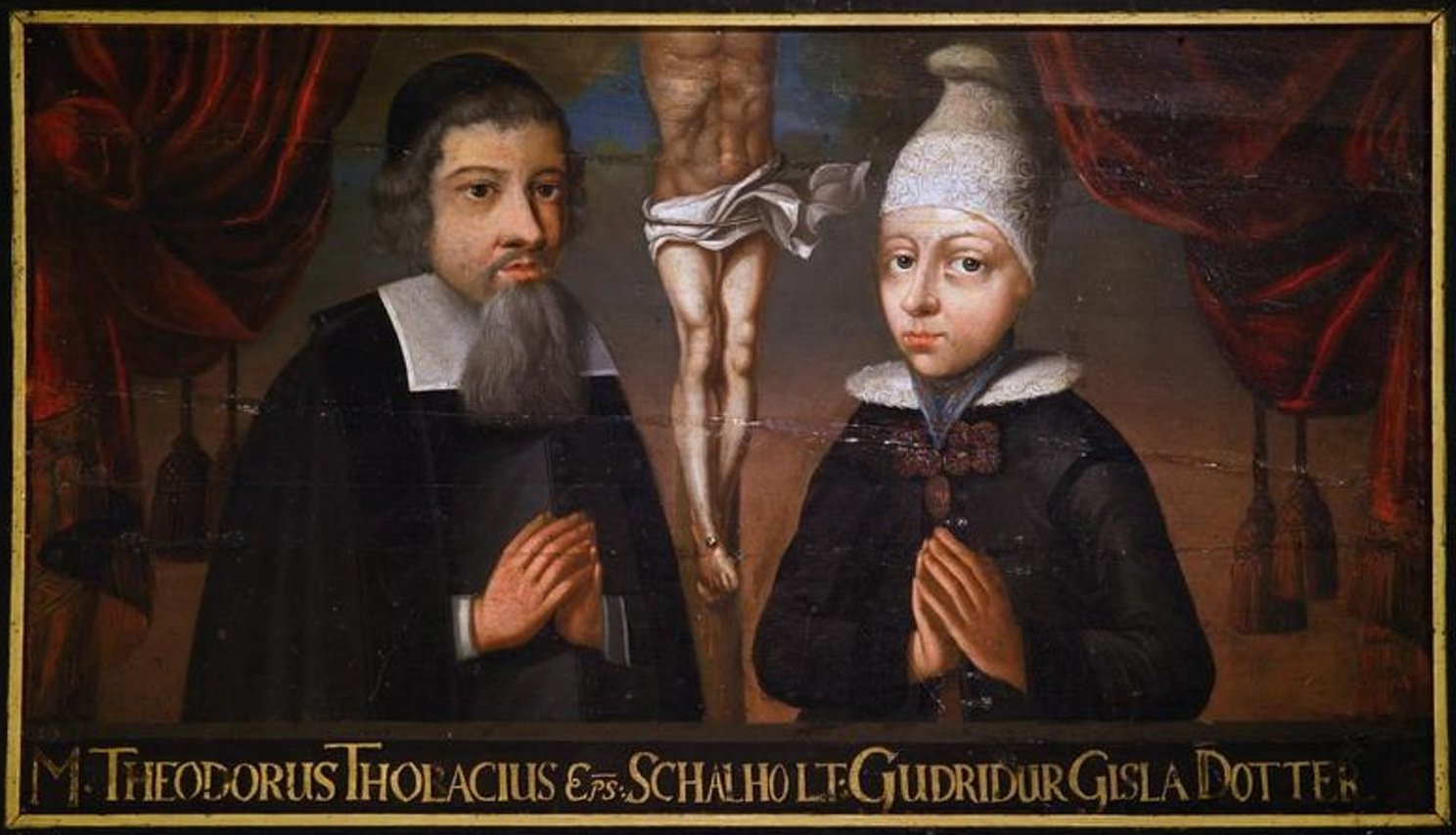
Þórður Þorláksson och Guðríður Gísladóttir.

Þórður Þorláksson, född 14 augusti 1637 i Hólar, död 16 mars 1697, var en isländsk biskop. Han var son till Þorlákur Skúlason och bror till Gísli Þorláksson.
Efter att ha dimitterats från latinskolan i Hólar studerade Þórður i Köpenhamn 1656–1658, var från 1660 under tre år rektor i Hólar, men tillbringade därefter åren 1663–1670 utomlands, med undantag för ett kort besök på Island 1668. Han studerade 1½ år i Wittenberg, där han 1666 försvarade sin där utgivna Dissertatio chorographico-historica de Islandia, vistades en tid i Paris och reste över Nederländerna tillbaka till Köpenhamn, där han 1667 blev magister. Han reste även till Norge for att besöka Thormodus Torfæus. 
År 1669 fick Þórður löfte på Skálholts biskopsstol efter Brynjólfur Sveinsson. Den följande vintern tillbringade han på Island, men reste 1671 till Köpenhamn för att låta sig vigas; året därpå återvände han till Island, där han till sitt uppehälle åtnjöt intäkterna av ett av de större pastoraten, men var en tid bosatt i Hólar. År 1674 trädde biskop Brynjólfur tillbaka, och Thórður övertog nu biskopsdömet; han gifte sig samma år med Guðríður, dotter till sysselman Gísli Magnússon på Hlíðarendi, och bosatte sig i Skálholt, där han levde tillsammans med sin företrädare till dennes död följande år. 
Efter brodern Gíslis död krävde Þórður boktryckeriet i Hólar och erhöll 1685 kunglig bekräftelse på dess övertagande, trots att biskop Guðbrandur Þorláksson på sin tid hade testamenterat det till domkyrkan i Hólar. Tryckeriet flyttades till Skálholt; Þórður ägnade det stort intresse och det förbättrades mycket, varefter en livlig utgivarverksamhet följde, inte enbart som tidigare vad gäller uppbyggelseskrifter, utan man började även utge sagalitteratur. 
Liksom sin farmors far biskop Guðbrandur hade Þórður utpräglat sinne för astronomi, matematik och geografi. Hans avhandling var en för sin tid förtjänstfull beskrivning av Island och han kunde även rita kartor.